# Saint-Ursanne
Saint Ursanne (população de aproximadamente 1,000 indivíduos) é uma cidade e um antigo município do distrito de Porrentruy no cantão de Jura, Suíça que foi preservada com o carácter medieval. A cidade contém várias curiosidades históricas, incluindo igrejas colegiais, uma claustro, ruínas de um castelo, e um  hermitage. O Rio Doubs faz um percurso por Saint-Ursanne antes de circular para a França.
Desde 2009 Saint Ursanne faz parte do novo município de Clos du Doubs.
Adicionalmente, a cidade é famosa por um festival medieval que organiza sempre no Verão.
O seu nome refere-se a São Ursicinus, um monge de sete séculos que construiu um mosteiro aqui.

## References
1. ↑  Amtliches Gemeindeverzeichnis der Schweiz. Ausgabe vom 3. Oktober 2008